# Špaček dudkovitý
Špaček dudkovitý nebo také špaček chocholatý (Fregilupus varius) je vyhynulý druh ptáka z čeledi špačkovitých, který byl endemitem ostrova Réunion v Indickém oceánu.
Poprvé se o tomto živočichovi zmínil roku 1658 madagaskarský guvernér Étienne de Flacourt, první podrobnější zpráva pochází z cestopisu, který vydal roku 1674 Sieur Dubois. Vědecky ho popsal roku 1783 Pieter Boddaert jako dudka, mezi špačky ho zařadil až roku 1857 Hermann Schlegel. Byl jediným druhem rodu Fregilupus. Jeho příbuznými byli špaček mauricijský a špaček rodrigueský, kteří také vyhynuli po příchodu lidí na Maskarény. Za původní domovinu těchto ostrovních druhů je podle Deana Amadona považována jihovýchodní Asie. Špaček dudkovitý z nich byl největší – dosahoval délky přes 30 cm a vážil okolo 110 g – a díky členitému terénu Réunionu z nich také jako jediný přežil až do poloviny devatenáctého století. 
Špaček dudkovitý měl šedohnědý hřbet a křídla, bílou hlavu, hruď a břicho. Nohy a zobák byly jasně žluté. Na hlavě měl výraznou vztyčitelnou chocholku z peří, díky níž byl původně pokládán za druh dudka. Dobové záznamy zmiňují pohlavní dimorfismus – samci byli větší a měli zahnutý zobák. Špačci žili v hejnech a obývali převážně bažinaté oblasti s hustou vegetací. Živili se hmyzem i rostlinami (např. plody eugenie). Hnízdili na zemi. Byli krotcí a kolonisté je často chovali v klecích. Ještě roku 1807 zmiňoval François Levaillant špačka dudkovitého jako hojně rozšířený druh, avšak roku 1837 byl zastřelen poslední ověřený exemplář. Za rychlým vyhynutím druhu stojí především odlesňování ostrova a zakládání plantáží, kde byli ptáci vybíjeni jako škůdci. Anthony Cheke vysvětluje zánik druhu chorobami, které na ostrov zavlekly introdukované druhy ptactva. K vymizení špačka dudkovitého přispěla také konkurence majny obecné a plenění hnízd krysou obecnou. V evropských muzeích se nachází devatenáct vycpaných exemplářů tohoto druhu, zachovala se také kresba, kterou podle živé předlohy pořídil Paul Jossigny.